# Erdenehajrhan járás
Erdenehajrhan járás (mongol nyelven: Эрдэнэхайрхан сум) Mongólia Dzavhan tartományának egyik járása. Területe 4200 km². Népessége 1771 fő.
Székhelye Altan (Алтан), mely 117 km-re északnyugatra fekszik Uliasztaj tartományi székhelytől.